# Rémy Perrier
Rémy Perrier (Tulle, 1861-Chaunac, 1936) fue un zoólogo y profesor francés.

## Biografía
Nació el 14 de junio de 1861 en Tulle. Profesor de Zoología de la Facultad de Ciencias de la Universidad de París desde 1895 fue autor de títulos como Cours de Zoologie (1926) y Elements d'Anatomie Comparée (1893). Falleció el 27 de junio de 1936 en Chaunac. Era hermano de Edmond Perrier.